# Завитинск
Завитинск (рус. Завитинск) град је у Русији у Амурској области. Према попису становништва из 2010. у граду је живело 11481 становника.

## Становништво
| 1939.  | 1959.  | 1970.  | 1979.  | 1989.  | 2002.  | 2010.  |
| ------ | ------ | ------ | ------ | ------ | ------ | ------ |
| 11.738 | 16.025 | 19.009 | 17.475 | 21.838 | 14.248 | 11.481 |